# Districte de Nišava
El Districte de Nišava (en serbi: Нишавски округ/Nišavski okrug) és un districte de Sèrbia que s'estén pels territoris del sud-est del país. Té una població de 376.319 habitants, i el seu centre administratiu és Niš.

## Municipis
El districte està format per sis municipis i la ciutat de Niš, que al seu torn està dividida en 5 municipis.
Els municipis del districte són:
- Aleksinac
- Svrljig
- Merošina
- Ražanj
- Doljevac
- Gadžin Han

Els municipis en què es divideix Niš són:
- Medijana
- Niška Banja
- Palilula
- Pantelej
- Crveni Krst

| Districte de Rasina  | Districte de Pomoravjle | Districte de Zaječar |
|                      |                         |                      |
| Districte de Toplica | Districte de Jablanica  | Districte de Pirot   |

## Demografia
La composició ètnica del districte segons el cens de 2011 és la següent:
| Grup ètnic | Població |
| ---------- | -------- |
| Serbis     | 351.676  |
| Gitanos    | 11.499   |
| Búlgars    | 991      |
| Macedonis  | 970      |
| Altres     | 11.183   |
| Total      | 376.319  |

## Turisme
El principal centre turístic del districte és la ciutat de Niš, on destaca la seva fortalesa, una de les més ben preservades dels Balcans, construïda al segle xvii. Als afores de la ciutat hi trobem també la Ćele kula, una torre construïda pels turcs a partir d'esquelets i cranis dels guerrers serbis morts a la batalla de Čegar el 1809, dirigida per Stevan Sinđelić contra els turcs. Després de la victòria turca, aquesta batalla fou decisiva en el fracàs del primer aixecament serbi.
Al districte també s'hi troba Niška Banja, un dels balnearis turístics més importants de Sèrbia. Es troba als peus de la muntanya Suva Planina, i a pocs quilòmetres de Niš.

## Economia
L'economia de la zona està dominada per Elektronska Industrija Niš, la indústria del tabac, Mašinska Industrija Niš i la indústria tèxtil Niteks.